# Borolia pallidior
Borolia pallidior är en fjärilsart som beskrevs av Embrik Strand. Borolia pallidior ingår i släktet Borolia och familjen nattflyn. Inga underarter finns listade i Catalogue of Life.